# Olivier Rieppel
Olivier Cedric Rieppel (* 21. September 1951) ist ein Schweizer Zoologe und Paläontologe.

## Leben
Rieppel studierte Zoologie und Paläontologie an der Universität Basel, University of London und Universität Montreal. Er wurde in Basel auch promoviert. Anschließend war er als Dozent am Paläontologischen Institut und Museum der Universität Zürich tätig, wo er auch habilitierte. Danach wechselte er als Curator of Fossil Amphibians and Reptiles an das Field Museum of Natural History in Chicago (USA), wo er seit 1991 Professor am Departement of Geology ist.
Er beschäftigt sich vorrangig paläontologisch mit der Morphologie und Phylogenie der Sauropsiden. Rieppel ist ein ausgewiesener Experte auf dem Gebiet der Sauropterygier (Placodontier, Pachypleurosaurier, Nothosaurier) und hat auch wesentliche Beiträge zu triassischen Fischen (z. B. Saurichthys) und Reptilien allgemein geliefert. In besonderen Maße trug er zur Diskussion über die stammesgeschichtliche Stellung der Schildkröten bei.
Rieppel hat zahlreiche wissenschaftshistorische und biophilosophische Schriften verfasst. Besondere Aufmerksamkeit hat er der Geschichte und Theorie der Phylogenetischen Systematik bzw. Kladistik zukommen lassen. Daneben interessieren ihn auch evolutionsbiologische Themen.
Rieppel ist Mitglied verschiedener Fachgesellschaften, Mitherausgeber verschiedener wissenschaftlicher Zeitschriften und Autor zahlreicher wissenschaftlicher und populärwissenschaftlicher Veröffentlichungen.

## Dedikationsnamen
Nach Rieppel wurde im Jahr 2004 die Chamäleon-Gattung Rieppeleon und im Jahre 2016 die Boa-Gattung Rieppelophis benannt.

## Schriften
Bücher:
- Evolutionary theory and the creation controversy. Springer, Berlin u. a. 2011, ISBN 978-3-642-14895-8.
- Sauropterygia. Band 1: Placodontia, Pachypleurosauria, Nothosauroidea, Pistosauroidea (= Handbuch der Paläöherpetologie. Tl. 12A). Pfeil, München 2000, ISBN 3-931516-78-4.
- Einführung in die computergestützte Kladistik. Pfeil, München 1999, ISBN 3-931516-57-1.
- Unterwegs zum Anfang. Geschichte und Konsequenzen der Evolutionstheorie. Artemis-Verlag, Zürich u. a. 1989, ISBN 3-7608-1009-8. Taschenbuchausgabe: DTB, München 1992, ISBN 3-423-04578-7.
- Fundamentals of comparative biology. Birkhäuser, Basel u. a. 1988, ISBN 3-7643-1956-9.
- Die Gattung Saurichthys (Pisces, Actinopterygii) aus der mittleren Trias des Monte San Giorgio, Kanton Tessin (= Die Triasfauna der Tessiner Kalkalpen. Nr. 25 = Schweizerische Paläontologische Abhandlungen. Bd. 108, ISSN 0080-7389). Birkhäuser, Basel 1985, (Zugleich: Zürich, Universität, Habilitations-Schrift, 1986).
- Auf Grenzpfaden der Biologie. Birkhäuser, Basel u. a. 1984, ISBN 3-7643-1620-9.
- Kladismus und die Legende vom Stammbaum. Birkhäuser, Basel u. a. 1983, ISBN 3-7643-1525-3.
- The phylogeny of anguinomorph lizards (= Denkschriften der Schweizerischen Naturforschenden Gesellschaft. Bd. 94). Birkhäuser, Basel u. a. 1980, ISBN 3-7643-1224-6.

Einige Aufsätze:
- The relationships of turtles within amniotes. In: Jeanette Wyneken, Matthew H. Godfrey, Vincent Bels (Hrsg.): Biology of turtles. CRC Press, Boca Raton FL u. a. 2008, ISBN 978-0-8493-3339-2, S. 345–353.
- Species: kinds of individuals or individuals of a kind. In: Cladistics. Bd. 23, Nr. 4, 2007, S. 373–384, doi:10.1111/j.1096-0031.2007.00152.x.
- mit Maureen Kearney: Similarity. In: Biological Journal of the Linnean Society. Bd. 75, Nr. 1, 2002, S. 59–82, doi:10.1046/j.1095-8312.2002.00006.x.
- mit Robert R. Reisz: The origin and early evolution of turtles. In: Annual Review of Ecology and Systematics. Bd. 30, 1999, S. 1–22, doi:10.1146/annurev.ecolsys.30.1.1.
- mit Michael deBraga: Turtles as diapsid reptiles. In: Nature. Bd. 384, Nr. 6608, 1996, S. 453–455, doi:10.1038/384453a0.
- mit Toni Bürgin, Martin Sander und Karl Tschanz: Trias-Fossilien aus dem Ur-Mittelmeer. In: Spektrum der Wissenschaft. Nr. 1, August 1989, S. 110–119.
- mit Karl Tschanz, P. Martin Sander und Toni Bürgin: The fossils of Monte San Giorgio. In: Scientific American. Bd. 260, Nr. 6, 1989, S. 74–78.